# Telioneura carmania
Telioneura carmania är en fjärilsart som beskrevs av Druce 1883. Telioneura carmania ingår i släktet Telioneura och familjen björnspinnare. Inga underarter finns listade i Catalogue of Life.